# Brod nad Dyjí
Brod nad Dyjí (in tedesco Guldenfurt) è un comune della Repubblica Ceca facente parte del distretto di Břeclav, in Moravia Meridionale.